# میکائلا فیجینی
میکائلا فیجینی (انگلیسی: Michela Figini؛ زادهٔ ۷ آوریل ۱۹۶۶) اسکی‌باز آلپاین اهل سوئیس بود.